# Acraea argentea
Acraea argentea är en fjärilsart som beskrevs av Eltringham 1912. Acraea argentea ingår i släktet Acraea och familjen praktfjärilar. Inga underarter finns listade i Catalogue of Life.